# 동마중학교
동마중학교(東馬中學校)는 대한민국 서울특별시 성동구 마장동에 있는 공립 중학교이다.

## 학교 연혁
- 1984년 12월 8일 : 동마중학교 설립인가
- 1985년 3월 1일 : 초대 김재우 교장 취임
- 1985년 3월 3일 : 제1회 15학급(남학생 908명) 입학식
- 1985년 4월 26일 : 개교식
- 1988년 2월 12일 : 제1회 졸업식(893명)
- 2002년 3월 1일 : 신입생 남녀 공학으로 배정
- 2013년 2월 28일 : 다목적 강당(하늘관) 준공
- 2021년 9월 1일 : 제15대 주석표 교장 취임
- 2023년 2월 2일 : 제36회 졸업식(150명, 졸업생 누계 14,143명)
- 2023년 3월 2일 : 제39회 입학식(139명 입학)

## 참고 자료
- 동마중학교 - 한국교육학술정보원 학교알리미